# Милан Постоларски
Милан Николов Постоларски или Апостоларски е български революционер, струмишки войвода на Вътрешната македонска революционна организация.

## Биография
Постоларски роден през 1897 година в кукушкото село Постолар, днес Ано Апостоли, или в Хамбаркьой, Мандрес, Гърция. 
Влиза във ВМРО и става четник на Георги Въндев, а по-късно самостоятелен войвода в Струмишко. На 15 септември 1924 година четата на Постоларски изпълнява смъртното наказание на физическите убийци на Тодор Александров - Щерьо Влахов и Динчо Вретенаров в село Припечене.
В 1925 година завежда Струмишка околия на ВМРО заедно с Атанас Ансаров. Там води чета от 14 четници заедно с Йосиф Киров, който води 18 четници. През октомври същата година Милан Постоларски активно участва в отблъскването на гръцките войски по време на така наречения Петрички инцидент. Оглавява отряд от 260 милиционери и четирима войници и отбранява позициите около пограничен пост № 6 в Беласица, югоизточно от Петрич. През 1928 година е делегат на Седмия конгрес на ВМРО.
След убийството на Александър Протогеров през 1928 година е на страната на Иван Михайлов. Убива Ставро Христов в Кромидово.
По време на българското управление във Вардарска Македония (1941 - 1944) Милан Постоларски е войвода на българска контрачета, която се бори с комунистическата партизанска активност в Струмишко.
Постоларски е убит след комунистическия Деветосептемврийски преврат в 1944 година.